# Вільховчик
Вільхо́вчик (Ольховчик) — річка у Сніжнянській міськраді, Шахтарському та Куйбишівському районах Донецької та Ростовської областей України та Росії, права притока річки Міусу.

## Опис
Довжина річки 32  км., похил  річки — м/км. Формується з багатьох безіменних струмків та 6 водойм. Площа басейну 130 км².

## Розташування
Вільховчик (Ольховчик) бере початок на околиці села Первомайське. Тече переважно на південний схід у межах сіл Побєди, Первомайського, Степанівки, Маринівки. На сході від Новопетрівського перетинає українсько-російський кордон і на околиці міста Куйбишево впадає у річку Міус.